# Пеласг (Аркадия)
Вижте пояснителната страница за други значения на Пеласг.
Пеласг (на старогръцки: Πελασγός, Pelasgos) в древногръцката митология е първият цар на Аркадия.
Пеласг се смята в легендата на аркадяните за първият, който живял в тази земя, прародител и епоним на пеласгите, най-старата група от народи, населявали части от Гърция.
Според Хезиод и Асий той е автохтон. Според Акусилай той е син на Зевс и Ниоба, дъщерята на Фороней и Теледики (Лаодика).
Страната е наречена на него Пеласгия (Pelasgia). Той въвежда строенето на колиби за предпазване от времето и носенето на палта от овча кожа и отвиква населението да се храни от нездравословни треви, листя и корени и ги научил да се хранят най-вече с жълъди, както е прието при аркадците през историческите времена. Според Хигин Митограф той прави в Аркадия първите храмове в чест на Зевс, според него Пеласг е син на Триоп.
Пеласг е женен за океанидата Мелибоя (или нимфата Килена, дъщеря на Зевс), дъщеря на Океан и Тетия и има син Ликаон, който има 50 сина. Според Павзаний Пеласг има и син Темен, който живее в древния град Стимфалос (днес Стимфалия).